# Гражданская панихида
Гражда́нская панихи́да (тра́урный ми́тинг) — светская церемония прощания с умершим человеком. Обычно непосредственно предшествует погребению. Как правило, гражданская панихида представляет собой траурное собрание возле гроба покойного или урны с его прахом.
В отличие от собственно панихиды как церковного чинопоследования, гражданская панихида не носит религиозного характера, хотя и может проходить с участием священнослужителей.
Рекомендации о порядке похорон и содержании кладбищ в Российской Федерации (МДК 11-01.2002), утверждённые Госстроем России, определяют траурный митинг (гражданскую панихиду) как «…один из видов траурных процессий, организуемых в залах зданий или на открытом воздухе по установленному распорядку».
Каких-либо строгих требований к проведению гражданской панихиды нет, её проведение зависит от социального, этнического, религиозного статуса умершего и прощающихся, места и конкретных условий проведения и т. п. Определённую роль могут играть местные, корпоративные традиции и последняя воля умершего, материальные возможности организаторов похорон.
Обычно проводится либо непосредственно на кладбище, либо в специально отведённых для этого местах (ритуальный зал, траурная площадка). Может проходить также в месте, с которым покойный был связан в силу своей профессиональной деятельности (например, гражданская панихида по умершему артисту обычно проводится в театре, где он играл).
Как правило, заключается в возложении венков ко гробу покойного и выступлениях у гроба лиц, знавших покойного, с тем, чтобы напомнить о его заслугах при жизни и выразить скорбь по поводу утраты.
После проведения гражданской панихиды траурная процессия следует на кладбище для погребения.